# James Douglas (acteur)
James Douglas (Los Angeles, 20 mei 1929 – Bethlehem 5 maart 2016) was een Amerikaans acteur.

## Levensloop en carrière
Douglas speelde vooral in soapseries. Zijn eerste hoofdrol speelde hij in Peyton Place. Hij speelde de rol van Steven Cord tussen 1964 en 1969. Tussen 1972 en 1974 speelde hij in Another World en van 1974 en 1981 in As the World Turns. 
In 1960 speelde hij naast Elvis Presley in G.I. Blues en in 1962 naast Paul Newman en Geraldine Page in Sweet Bird of Youth. 
Douglas overleed in 2016 op 86-jarige leeftijd.